# Гафаня-ду-Карму
Гафаня-ду-Карму (порт. Gafanha do Carmo; МФА: [gɐ.ˈfɐ.ɲɐ du ˈkaɾ.mu]) — парафія в Португалії, у муніципалітеті Іляву. Розташована в західній частині країни, на теренах історичної португальської провінції Бейра. Входить до складу округу Авейру. За адміністративним поділом, чинним до 1976 року, терени парафії були складовою провінції Берегова Бейра. Належить до Авейрівської діоцезії Католицької церкви. Патрон — Діва Марія. Площа — 7,0795 км². Населення — 1758 ос. (2011). Середньо урбанізований регіон. Густота населення — 248,32 осіб/км²
. Код — 011001.

## Географія

Іляву (2013)
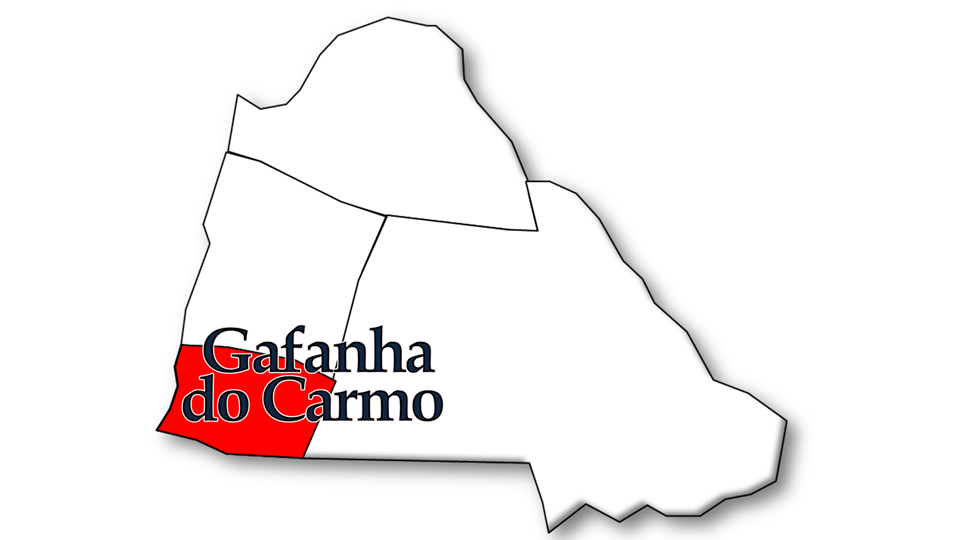
Гафаня-ду-Карму

## Населення
| 1960  | 1970  | 1981  | 1991  | 2001  | 2011  |
| 1.320 | 1.496 | 1.568 | 1.359 | 1.521 | 1.758 |